# Acton-familie
De familie Acton was een Engelse politieke familie uit de 14e eeuw. De vier leden, Laurence Acton Sr., Laurence Acton Jr., William Acton Sr. en William Acton Jr., dienden allemaal als parlementsleden .

## Mogelijke afkomst
Volgens A History of Northumberland kan er een hypothetische lijn worden getrokken tussen Richard (de) Acton (ca.1282-1342) en William Acton sr. Hun Richard zou dan de groot vader zijn van William dit betekent dan dat hij een afstammeling is van Morwick-familie van Northumberland.

## Leden

### William Acton sr.
William Acton was baljuw van Newcastle upon Tyne, "bijna onafgebroken" van 1336 tot 1351. Gedurende deze periode vertegenwoordigde hij het kiesdistrict van de stad twee keer als parlementslid. Twee van zijn zonen – William Jr. en Laurence Sr. – en een kleinzoon, Laurence Acton Jr., waren ook parlementsleden. 

### William Acton jr.
William Acton was een Engelse politicus die parlementslid was voor een onbekend kiesdistrict en burgemeester van Newcastle upon Tyne. Volgens de History of Parliament Online verliep zijn carrière vergelijkbaar met die van zijn vader, William Acton Sr., eveneens een parlementslid voor Newcastle. Zijn jongere broer, Laurence Acton Sr. en neef, Laurence Acton Jr., waren ook parlementsleden. 

### Laurence Acton sr.
Laurence Acton (overleden in 1386 of 1387) was parlementslid in de jaren 1370 en zesmaal baljuw van Newcastle upon Tyne. Hij was getrouwd met Elisabeth Sturmyn en had één kind ook genaamd Laurence. Laurence Acton sr. zijn vader, William Acton, zijn oudere broer – ook William genaamd – en zijn zoon waren allemaal parlementsleden. 

### Laurence Acton jr.
Laurence Acton (overleden in 1410) was parlementslid voor Newcastle upon Tyne in 1386, 1391, september 1397 en 1399. Hij was de zoon van het gelijknamige parlementslid, Laurence Acton sr. Zijn grootvader en oom waren allebei parlementsleden met de naam William Acton. Hij was ook baljuw (1385 tot 1393), vrederechter (26 december 1390) en burgemeester (1393-1396) van de eerder genoemde stad.  Verder heeft hij ook nog een zoon met dezelfde naam als hem.